# IC 3366
IC 3366 ist eine Spiralgalaxie im Sternbild Jungfrau nördlich der Ekliptik, die schätzungsweise 338 Millionen Lichtjahre von der Milchstraße entfernt ist. Im selben Himmelsareal befinden sich u. a. die Galaxien NGC 4417, NGC 4424, NGC 4445, IC 3357.
Das Objekt wurde am 15. Februar 1900 vom deutschen Astronomen Arnold Schwassmann entdeckt.